# غسل میت
در شریعت اسلام غسل میت، از غسل‌های واجبی است که مرده را پیش از دفن دهند. به کسی که متوفی را غسل می‌دهد، غسال یا مرده شوی می‌گویند. مرده شوی در فرهنگ‌های مختلف به صورت مرده شو، مرده شوی یا مرده شور آمده است. مسلمانی که در میدان جهاد شهید شده باشد، نیاز به غسل میت و کفن نداشته و او را با همان لباس‌هایی که بر بدن دارد دفن می‌کنند. برخی غسل دادن شهید را جایز نمی‌دانند. در صورتی که پدر یا مادر کودک (و هم‌چنین دیوانه) فوت شده، مسلمان باشد باید وی را مانند سایر مسلمانان غسل داد. جنین سقط شده تا پیش از چهارماهگی نیاز به غسل ندارد و او را در پارچه‌ای پیچیده و دفن می‌کنند ولی اگر چهار ماه جنین تمام شده بود، باید او را هم غسل داد. به فتوای بیشتر مراجع تقلید پول گرفتن برای غسل میت حرام است و برخی اصلِ غسل را هم باطل می‌دانند، هرچند برای کارهای مقدماتی و نظافت می‌توان اجرت گرفت.

## ناپاکی بدن میت پیش از غسل
بدن مسلمانی که از دنیا رفته است تا پیش از غسل میت ناپاک بوده و اگر چیزی با رطوبت به آن برخورد کند نجس می‌شود. چنانچه بدن جنازه سرد شده باشد، لمس آن باعث وجوب غُسل مَسِّ مَیت بر کسی که مرده را لمس کرده می‌شود، ولی لمس او پس از اتمام غسل میت چنین حکمی نداشته و بدن میت هم پاک می‌شود.